# Independencia energética

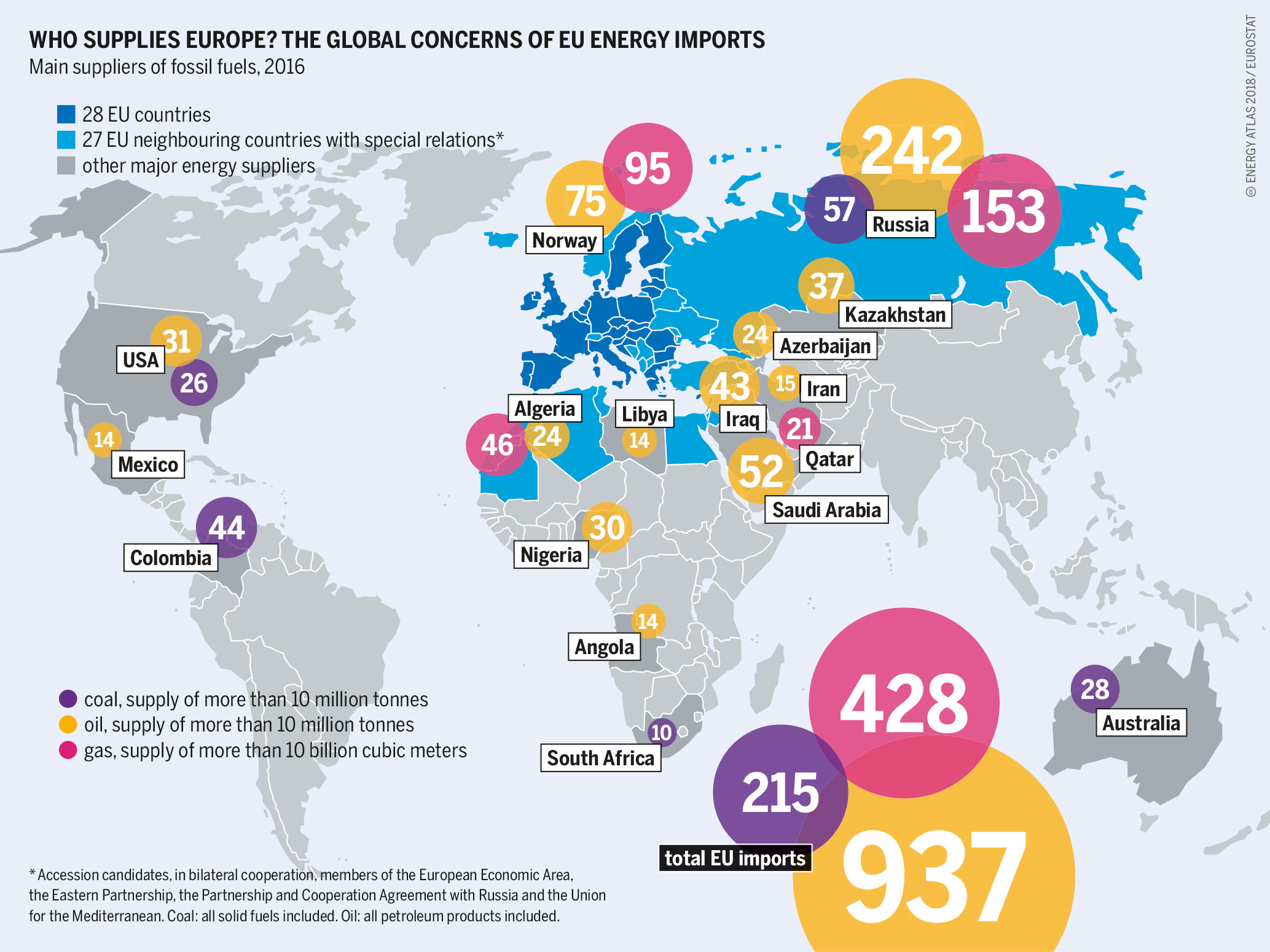
¿Quién suministra a Europa? Las preocupaciones mundiales por las importaciones de energía de la UE.

La independencia energética de un país o un territorio es la capacidad para producir por sí mismo toda la energía que necesita y no depender de importaciones del exterior, ya sea de productos energéticos (carbón, petróleo, gas natural, uranio) o de energía eléctrica.
La dependencia energética, en general, se refiere a que las personas generalmente dependen de la energía para realizar las actividades que desean (calentar la comida, desplazarse, iluminarse, etc.). En un sentido más estricto, puede describir la dependencia de un país de los recursos energéticos de otros.
La dependencia energética muestra hasta qué punto una economía depende de importaciones para satisfacer sus necesidades energéticas. De acuerdo con Eurostat, este indicador es el porcentaje de necesidades energéticas de un país satisfechas mediante importaciones de otros países. En un país energéticamente independiente, este indicador es cero. Por ejemplo, para 2021, este indicador fue 55,52 % para el conjunto de los 27 países de la Unión Europea, pero solo 1,41 % para Estonia (prácticamente cero). De acuerdo con estos datos, se puede decir que Estonia es energéticamente independiente. 
También hay que tener en cuenta que un país puede importar productos energéticos (petróleo crudo, gas natural, uranio...), transformarlos y exportar el resultado (gasolina, gasóleo, energía eléctrica). De forma opuesta, hay países que exportan gran cantidad de productos energéticos, pero que se ven obligados a importar otros (por ejemplo Irán, que exporta mucho petróleo crudo, pero debe importar productos refinados porque carece de capacidad de refino).
La dependencia energética ha sido identificada como uno de varios factores (poca diversificación de las fuentes de energía, escasa diversificación de los proveedores de energía, reducida fungibilidad de las fuentes de energía, deficiente transporte de energía, iliquidez del mercado energético, pocos recursos energéticos propios, inestabilidad política, alta intensidad energética) que perjudican la seguridad energética.
Los factores que mejoran la seguridad energética son los opuestosː diversificación de las fuentes de energía, diversificación de los proveedores de energía, fungibilidad de las fuentes de energía (por ejemplo, un país con mucha energía eólica tiene esta fungibilidad si se organiza de modo que puede usar gas natural los días de poco viento), transporte de energía adecuado, liquidez del mercado energético, recursos energéticos propios, estabilidad política y baja intensidad energética. Generalmente, un mayor nivel de dependencia energética se asocia con un mayor riesgo de que el país se quede sin energía, tenga que racionar su uso o su precio suba de repente. Esto es debido a la posible interferencia de regulaciones comerciales, conflictos armados internacionales, atentados terroristas, etc.  

## Métodos para conseguir una mayor independencia energética

### Energía renovable
Un estudio halló que la transición de los combustibles fósiles a los sistemas de energía renovable reduce los riesgos de la minería, el comercio y la dependencia política, porque los sistemas de energía renovable no necesitan combustible: dependen del comercio solo para la adquisición de materiales y componentes durante la construcción, que es muy inferior al tiempo de servicio. Se considera que la energía renovable es una forma eficiente de garantizar la independencia y la seguridad energéticas. También apoya la transición hacia una economía baja en carbono y una sociedad del mismo tipo. Las formas de gestionar la variabilidad de la energía renovable –como, por ejemplo, poca energía solar en los días nublados– incluyen generación eléctrica despachable (o gestionable) y las redes eléctricas inteligentes. La bioenergía, la energía hidráulica y la energía del hidrógeno podrían usarse también para tales fines junto con opciones de almacenamiento como centrales hidroeléctricas reversibles o baterías.

### Energía nuclear
Varios países están llevando a cabo amplios programas de investigación y desarrollo en energías renovables, como la solar, la eólica y la hidráulica, con la esperanza de lograr la independencia energética. Sin embargo, como la solar, la eólica y la hidráulica no siempre pueden utilizarse como fuentes de energía, se postula la nuclear, aunque tampoco puede utilizarse siempre (por ejemplo, si hay averías o mantenimiento, hace mucho calor o los ríos de los que toma el agua para refrigeración bajan con poco caudal).A esto hay que añadir que su combustible, el uranio, puede provenir de países inestables.
Bajo la idea concebida de que la expansión y la inversión en plantas de energía nuclear es un paso clave en el objetivo de lograr la independencia energética, muchos países y empresas están apoyando los esfuerzos de investigación en energía nuclear.
El Reactor Experimental Termonuclear Internacional (ITER), ubicado en Francia, es un reactor experimental de fusión nuclear tokamak resultado de una colaboración entre 35 países. Este proyecto se lanzó en 2007 y a mediados de 2022 se esperaba que realizara sus primeras pruebas en 2025.
En 2020, el Departamento de Energía de los Estados Unidos (equivalente a un ministerio en otros países) otorgó 160 millones de dólares en financiación inicial a TerraPower y X-energy para construir reactores de fisión avanzados cuya construcción y operación sean asequibles. Se espera que ambas empresas tarden 7 años en terminarlos. Un desarrollo actual son los pequeños reactores modulares (small modular reactors).
En esa misma línea, otras empresas e instituciones del mundo están atrayendo la atención por sus innovaciones y esfuerzos de investigación en energía nuclear. Commonwealth Fusion Systems, fundada en 2018, se centra en el desarrollo de la fusión nuclear. En 2020, The Energy Impact Center lanzó su proyecto OPEN100, el primer plan de código abierto del mundo para el diseño, construcción y financiación de centrales nucleares. General Fusion es una empresa canadiense que actualmente desarrolla un dispositivo de energía de fusión, basado en la fusión de objetivos magnetizados. Flibe Energy tiene como objetivo abordar el futuro de la energía nuclear mediante la investigación y el desarrollo del reactor de fluoruro de torio líquido (LFTR).
Además se trabaja en la Planta Piloto para el Aislamiento de Residuos nucleares y en la versión completa de este almacenamiento subterráneo en Nuevo México, ambas importantes para el ciclo del combustible nuclear.
Debe recalcarse que, en el estado actual de la tecnología, la energía nuclear de fisión (la que utilizan las centrales nucleares convencionales) no es rentable para la sociedad (para las empresas, sí, porque el Estado les subvenciona los seguros y el almacenamiento de residuos), no es segura (desastres de Chernóbil y Fukushima) y resulta mucho más cara que alternativas renovables como la solar o la eólica (en 2023 el coste de energía nivelado para la eólica es de 50 dólares norteamericanos por megavatio hora —$/MWh—, de 60 $/MWh para la solar fotovoltaica y de 181 $/MWh para la nuclear). En cuanto a los residuos que produce la nuclear de fisión (la fusión no genera residuos nucleares), sigue sin encontrarse un sistema de almacenamiento que impida fiablemente su vertido al medio ambiente durante los miles de años que dura su radiactividad. Respecto a la energía nuclear de fusión, tras más de 70 años de experimentos, pruebas e intentos, sigue sin darse con un reactor comercialmente viable, ni cabe basar previsiones políticas en que se consiga en el futuro (en cambio la fisión nuclear se descubrió en 1938 y menos de 20 años después ya funcionaba el primer reactor comercial de fisión).

## Ejemplos mundiales
La independencia energética está siendo intentada por países grandes o ricos en recursos y económicamente fuertes como Estados Unidos,Rusia,Chinay el Cercanoy Medio Oriente,pero hasta ahora es un estatus idealizado al que, en la actualidad, sólo se puede aproximar mediante la explotación no sostenible de los recursos naturales (no renovables) de un país.   Otra forma de reducir la dependencia es incorporar energía renovable a la matriz energética. Por lo general, un país depende de recursos energéticos nacionales y extranjeros, renovables y no renovables, una solución mixta que supone diversas fuentes de energía y modos de transferencia de energía entre países, como la transmisión de energía eléctrica o el transporte de combustibles fósiles (mediante oleoductos, gasoductos o buques). 
La dependencia europea de la energía rusa es un buen ejemplo, porque Rusia es el principal proveedor de hulla, petróleo crudo y gas natural de Europa. Las guerras petroleras, que han hecho que los mercados sean impredecibles y volátiles, también son un motivo para que los expertos en energía aconsejen que los países inviertan en independencia energética. 
En el debate sobre la independencia de Escocia, la independencia energética es un argumento clave a favor de la salida de Escocia del Reino Unido. Desde el descubrimiento de grandes yacimientos petrolíferos, los defensores de la independencia han utilizado el lema «Es el petróleo de Escocia» en sus campañas. La producción escocesa de petróleo y gas constituye el 82 % del petróleo y gas del Reino Unido. En consecuencia, a la independencia económica y política le seguirían acuerdos energéticos de alto riesgo, en los que algunos argumentan que el poder fiscal recaería en Escocia.  La independencia política supuestamente devolvería las decisiones sobre el futuro de la energía al pueblo escocés, que es más probable que vote a favor de la energía renovable en suelo escocés. Por lo tanto, una menor dependencia del suministro internacional de gas y un enfoque en la energía local de bajas emisiones es un principio clave del prospecto "Construyendo una Nueva Escocia" que promueve la independencia de Escocia.

### Conceptos relacionados
- Abandono de los combustibles fósiles
- Crisis del petróleo de 1973
- Desinversión en combustibles fósiles
- Eficiencia energética
- Seguridad energética

### Esfuerzos nacionales
- Eliminación de combustibles fósiles en vehículos